# 石部宿

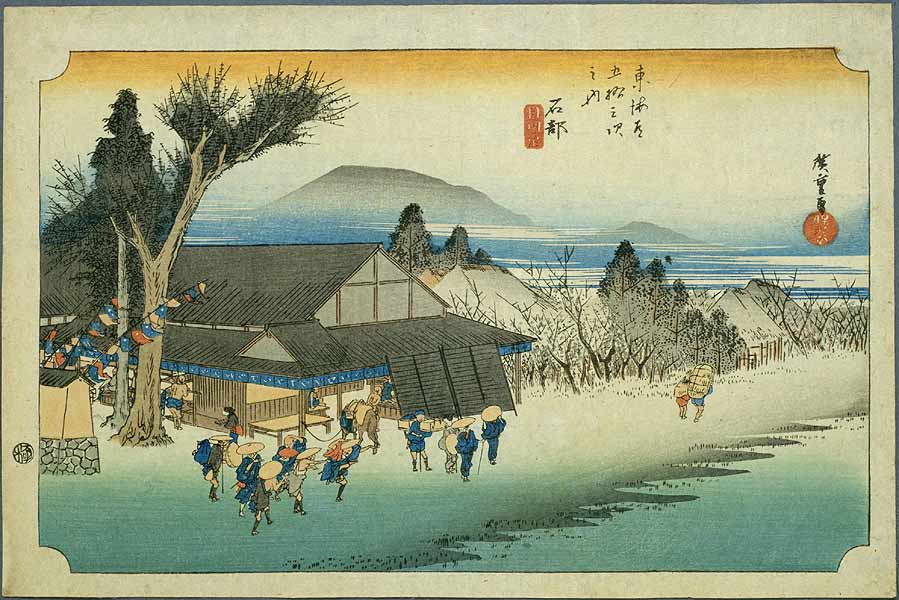
歌川広重『東海道五十三次・石部』

石部宿（いしべしゅく、いしべじゅく）は、近江国甲賀郡にあった東海道五十三次の51番目の宿場である。現在の滋賀県湖南市にあたる。

## 解説

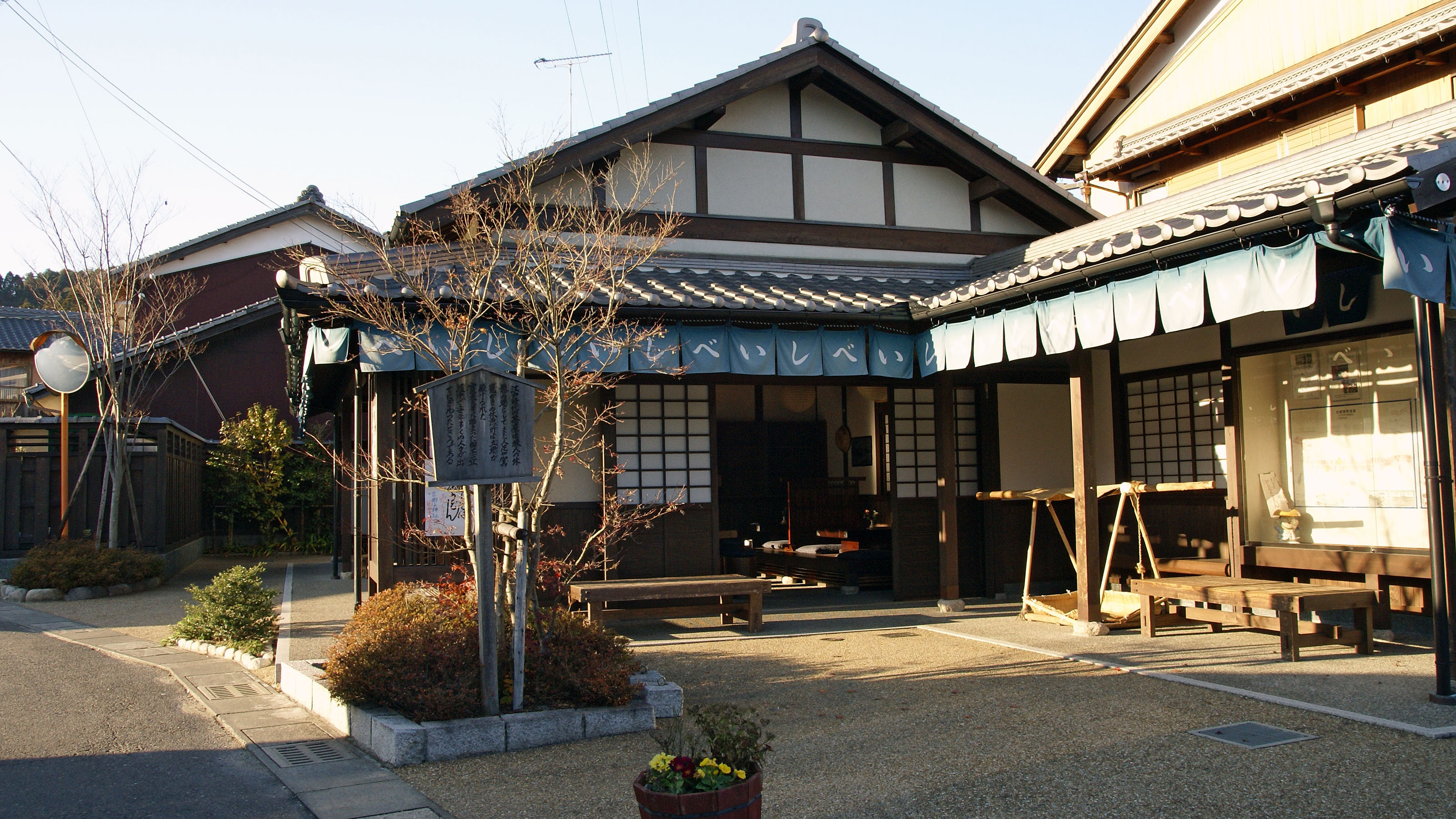
田楽茶屋（歌川広重の浮世絵に描かれた茶屋を旧東海道沿いに再現したもの）

石部宿は京都を出て1日の行程にあり、「京立ち石部泊り」と言われた。宿場内には、本陣2軒（小島本陣、三大寺本陣）、旅籠32軒を含む458軒が街道の両脇約1.6キロメートルにわたって建ち並び（1843年当時）、その中央には宿役人の詰める問屋場と高札場があった。湖南市内には東海道石部宿歴史民俗資料館があり、宿帳などの歴史資料が展示されている。しかし、旧街道沿いは主だった保存活動をしてこなかったため昔の宿場町の風情や街並みは残っていない。
宿の成立は、1571年（元亀2年）に織田信長の治下で5ヶ村が合わさり「石部町（まち）」を形成した時点とする説や、1597年（慶長2年）の豊臣秀吉治下で信濃善光寺の輸送に役夫・伝馬を課せられた時点とする説、1601年（慶長6年）に東海道各宿に朱印状が発せられ伝馬徴発の定書が下付された時点とする説、1615年から1623年（元和年間）の記録に残る時期とする説などがあるが、『新修石部町史』は1601年説を妥当として紹介している。
江戸方面に進むと、水口宿との間、現在の湖南市夏見に藤棚を備えた立場があったが、ここの茶店がところてんに黒蜜をかけて食べる発祥の地であるといわれる。歌川広重が「東海道五十三次」に描いた「目川の里」は石部宿よりもむしろ草津宿にかなり近い（現栗東市）。

## 最寄り駅
JR西日本草津線 石部駅

## 史跡・みどころ
- 小島本陣跡 - 明治天皇も宿泊した本陣があった場所にそれを示す看板が立っている。
- 東海道石部宿歴史民俗資料館 - 街道からはやや離れているが、東海道石部宿関連の資料を展示する施設である。小島本陣に関する資料や1/20の復元模型などを展示する資料館。
- 石部宿場の里 - 旅籠、商家、農家、茶屋などが再現され、建物内に当時の道具類が展示されている。

## ゆかりの人々
- 徳川家茂 - 江戸幕府征夷大将軍。幕末の1863年に上洛の際、小島本陣に宿泊した。
- 一橋慶喜 - 最後の征夷大将軍。1863年に上洛の際、小島本陣で小休止した。
- 近藤勇 - 新撰組局長。1864年に江戸下向の際、小島本陣に宿泊した。

## 隣の宿
東海道
水口宿 - 石部宿 - 草津宿